# إد حاطوم
إد حاطوم هو لاعب هوكي الجليد كندي، ولد في 7 ديسمبر 1947 في بيروت في لبنان.

## وصلات خارجية
- إد حاطوم على موقع دوري الهوكي الوطني (الإنجليزية)
- إد حاطوم على موقع قاعة مشاهير الهوكي (لاعب أن.إتش.أل) (الإنجليزية)
- إد حاطوم على موقع HockeyDB.com (الإنجليزية)
- إد حاطوم على موقع Hockey-Reference.com (الإنجليزية)